# Bucciali
Bucciali — французский производитель элитных автомобилей, построивший с 1922 по 1933 год 151 автомобиль. 

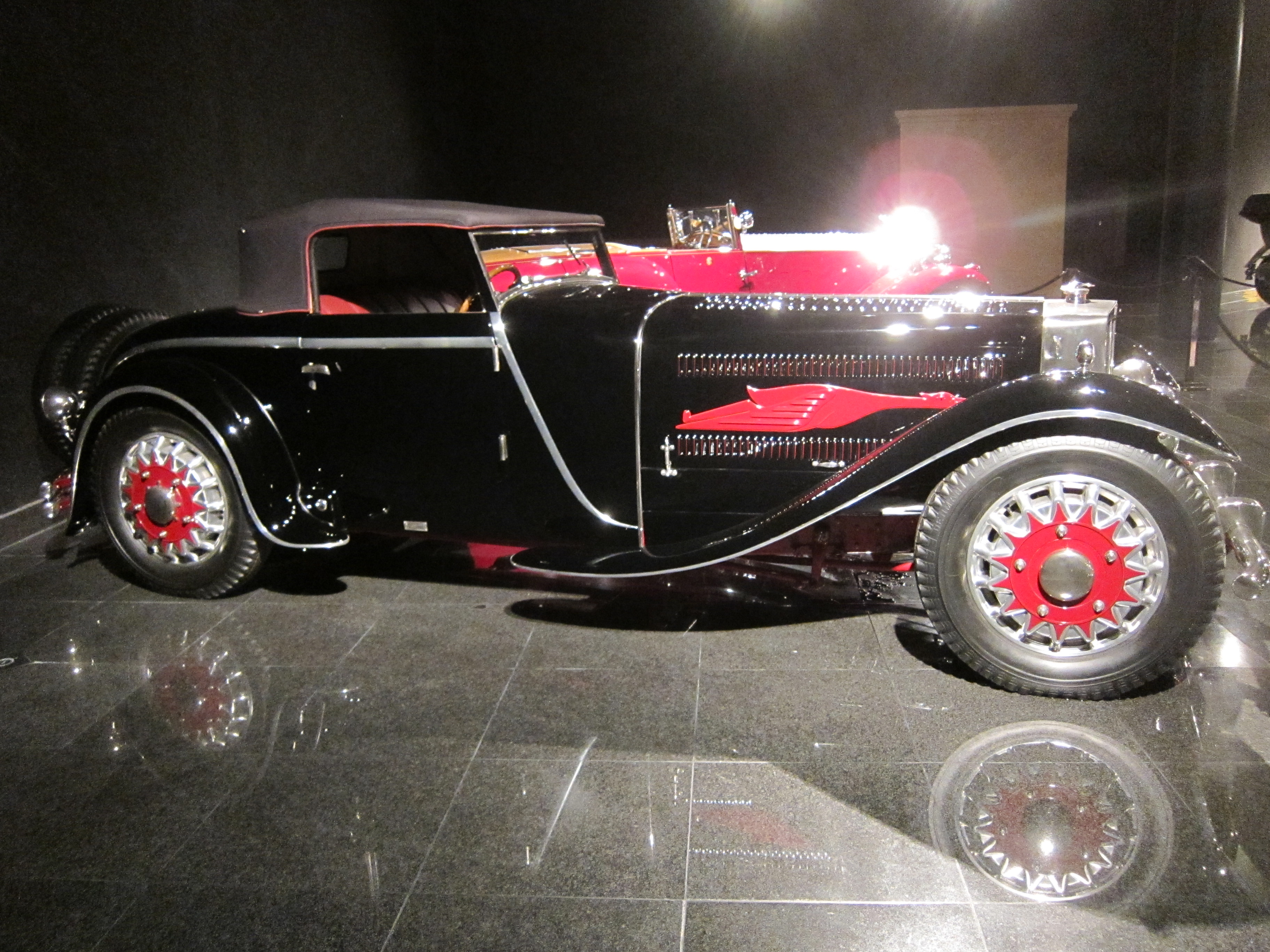
Bucciali TAV-8

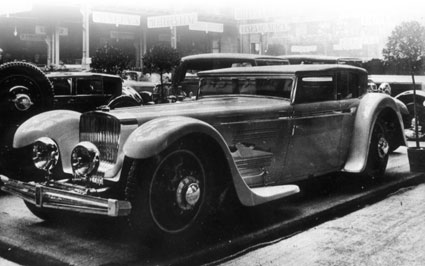
Double-Huit на автосалоне 1931 года

## История
Братья Анжело и Поль-Альбер Буччиали родились во французском городе Аррас, столице департамента Па-де-Кале и бывшей области Артуа, в семье органных дел мастера, органиста и композитора Жозефа Буччиали, итальянца по происхождению. С начала столетия младший сын стал интересоваться всем, что связано со скоростью и автомобилями, в 1906 году он купил гоночный Ballot, на котором, не очень удачно, принимал участие в различных любительских соревнованиях.
Автомобильную компанию братья открыли после Первой мировой войны, в 1920 году. Фирму назвали Bucciali Freres (фр. «Братья Буччиали»), символом компании стал аист, вытянувшийся в струну, который украшал самолеты летной группы, в которой летал Поль-Альбер. Производственные площади располагались в Курбевуа, который называли «французским Детройтом». Главным конструктором компании стал чех Иосиф Ксандр, механик-моторист из авиашколы, где преподавал Поль-Альбер Буччиали. Братья вновь вернулись к теме гонок, но не очень удачно. Зато это позволило совершенствовать конструкцию и получить множество патентов, в том числе и на передний привод.
Братья Буччиали начали с производства малолитражных дорожных автомобилей под маркой Buc, однако во второй половине 1920-х годов увлеклись идеей мощных скоростных машин в американском стиле, притом с передним приводом, с бесступенчатой автоматической трансмиссией и другими техническими новшествами. В результате в 1928 году появилось семейство TAV с 6- и 8-цилиндровыми двигателями Continental. Передний привод позволил создать шасси с очень низкой «гоночной» посадкой, характерной для облика TAV. В 1931 году на Парижском автосалоне братья представили прототип TAV Double Huit («двойная восьмерка») с огромным 16-цилиндровым мотором в 155 л. с. (он так и остался уникальным изделием), а в 1932 году выпустили свою последнюю модель с V-образным 12-цилиндровым мотором Voisin, на которой история марки и закончилась. Компания закрылась в 1933 году, не выдержав Великой Депрессии.
Кузова для большинства Bucciali TAV построило ателье Saoutchik.
За все время удалось произвести 151 автомобиль, из них только 38 переднеприводных. Немногие сохранившиеся экземпляры высоко ценятся у коллекционеров. В 1985 году была даже построена точная реплика Bucciali TAV-30 1932 года.